# Andrew Meikle
Andrew Meikle (5. května 1719 East Lothian — 27. listopadu 1811 tamtéž) byl skotský konstruktér a vynálezce, významná postava britské agrární revoluce.
Po svém otci Jamesovi Meiklem, který mimo jiné vynalezl fukar, převzal řemeslo stavitele mlýnů a pracoval na statku Phantassie v kraji East Lothian. Ve městě Dumfries se dochoval jeden z mlýnů, které Meikle postavil, a slouží jako muzeum a kulturní dům. V roce 1772 vyvinul vylepšení větrného mlýna nazvané spring sails: na lopatkách nahradil látkové plachty řadou dřevěných lišt, které se daly nastavit podle směru a síly větru, lépe tak využily energii a při vichřici se nepoškodily. V roce 1786 sestrojil Meikle první funkční mlátičku. Do té doby se po sklizni obilí muselo zrno od plev oddělovat namáhavým ručním mlácením pomocí cepů. Meikle vyšel z nápadu odírat zrno v rotujícím bubnu, s nímž přišel roku 1758 skotský sedlák jménem Leckie, a vyrobil zařízení skládající se z pevného pláště a pohyblivého lištového bubnu, obilí se sypalo do mezery mezi nimi a pomocí nárazů o stěny se zbavovalo slupek. První Meikleho mlátičky byly poháněny větrem, vodou nebo domácími zvířaty, v průběhu 19. století se prosadily motorové mlátičky. Stroj urychlil a usnadnil práci při žních, způsobil však také nezaměstnanost mezi zemědělskými dělníky, což vedlo roku 1830 k povstání známému jako Swing Riots.
Roku 1788 si dal Meikle svůj vynález patentovat, nedokázal však na něm zbohatnout a ve stáří žil z podpory, kterou mu vyplácel britský úřad pro zemědělství. Dožil se devadesáti dvou let, je pohřben u kostela Prestonkirk. Stavitelem mlýnů byl i jeho syn George Meikle.
Syn majitele panství Phantassie John Rennie (1761–1821) se stal Meikleho žákem a pod jeho vlivem se vydal na dráhu úspěšného stavebního inženýra.